# St. Laurentius (Bad Bocklet)

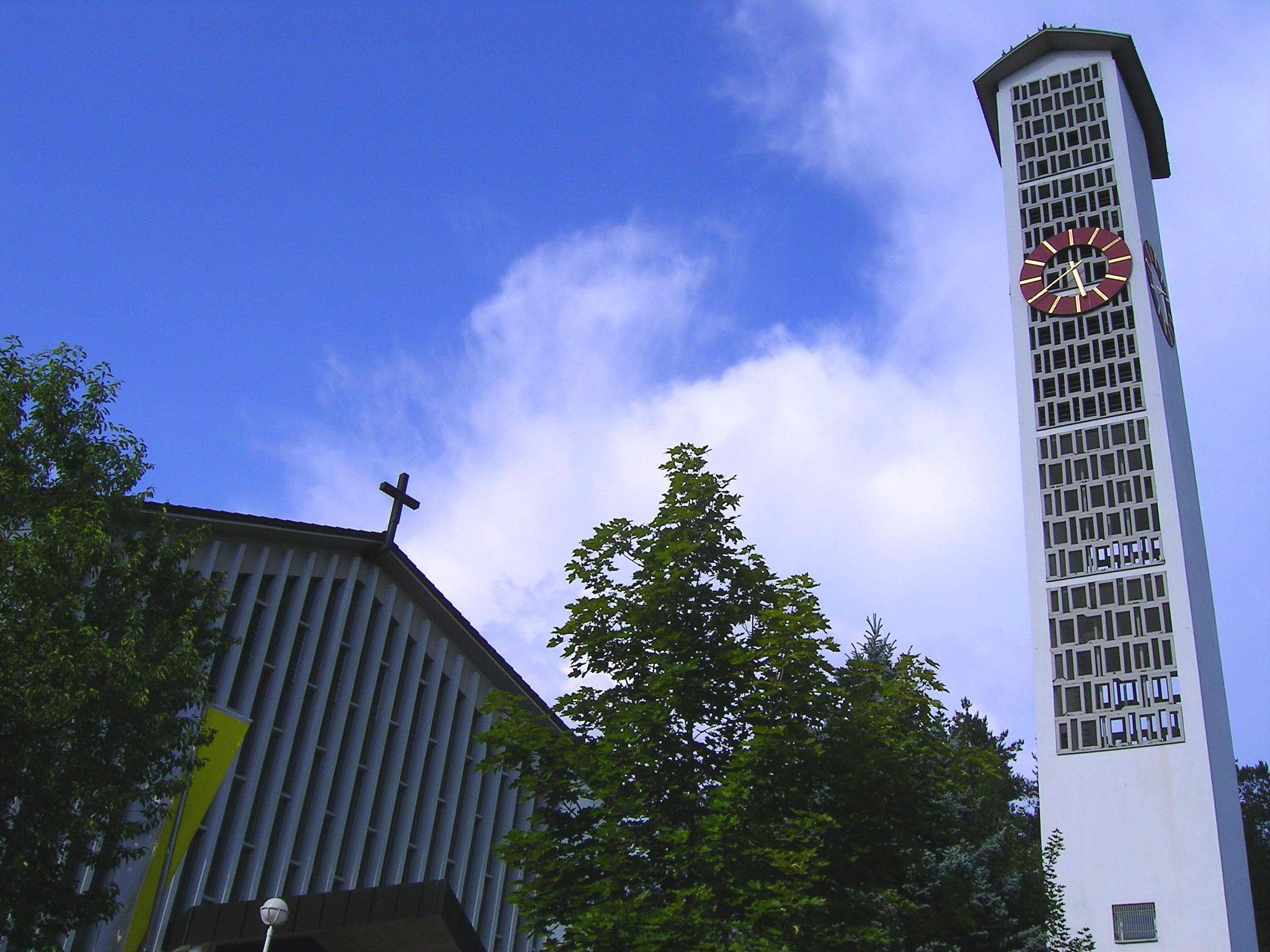
St. Laurentius

Die Pfarrkirche St. Laurentius ist eine römisch-katholische Kirche in Bad Bocklet, einem Markt im unterfränkischen Landkreis Bad Kissingen.

## Geschichte
Eine erste Kirche in Bad Bocklet ist für das Jahr 1373 nachgewiesen. Die alte Kirche St. Mauritius, die um das Jahr 1600 entstand, besteht noch.
Gegen Ende der 1950er Jahre wurde die heutige St. Laurentius-Kirche erbaut. Am 20. September 1959 fand die Einweihung durch den Würzburger Bischof Josef Stangl statt.

## Beschreibung
Die Kirche ist rechteckiger Bau mit Seitenkapelle und freistehendem Glockenturm.

## Ausstattung
Die Kirche enthält unter anderem ein großes Altarwandgemälde von Curd Lessig. Es stellt Christus den Herrn dar. Die Orgel ist auf der südlichen Empore aufgestellt.
Die Tonfolge der vier Glocken (ursprünglich drei) ist mit großer Wahrscheinlichkeit e′ – gis′ – h′ – cis″.